# Stegastes nigricans
Stegastes nigricans – gatunek ryby z rodziny garbikowatych (Pomacentridae).

## Występowanie
Występuje w wodach Oceanu Indyjskiego oraz Oceanu Spokojnego wzdłuż raf koralowych na głębokości od 1 do 12 metrów.

## Charakterystyka
S. nigricans praktykuje formę podwodnego ogrodnictwa. Żywi się krasnorostami Polysiphonia, które uprawia, poprzez np. regularne wyrywanie ze swego ogródka tego, co uważa za chwasty. Dzięki temu glony te mogą swobodnie rosnąć, zapewniając rybie przetrwanie, gdyż garbiki nie posiadają narządów zdolnych do rozgniatania celulozowych włókien, ani też enzymów potrzebnych do rozłożenia wielu gatunków glonów. Polisyfonia przegrywają konkurencję z niejadalnymi dla ryb algami, dlatego Stegastes nigricans muszą wspomagać ich wzrost właśnie poprzez tzw. ogródki i ich pielenie. Jest to związek o charakterze mutualizmu – obie strony czerpią korzyści o takim stopniu, który praktycznie wzajemnie uzależnia istnienie obu populacji.